# Forsaken Symphony
A Forsaken Symphony album a magyar Sear Bliss együttes 2002-ben megjelent negyedik nagylemeze, melyet az amerikai Red Stream adott ki. Az album visszatérést jelent a korai idők intenzív black metal dalaihoz.
2009 áprilisában a holland Vic Records Európában újra kiadja a Forsaken Symphony albumot a neves svéd zenész/hangmérnök Dan Swanö által remasterelve.

## Az album dalai
1. Last Stand – 7:40
2. My Journey to the Stars – 6:49
3. She Will Return – 5:11
4. The Vanishing – 9:54
5. The Forsaken – 6:27
6. When Death Comes – 6:53
7. Eternal Battlefields – 7:22
8. Enthralling Mystery – 4:34
9. The Hour of Burning – 8:32

## Közreműködők
- Nagy András – basszusgitár, ének
- Csejtei Csaba – gitár
- Neubrandt István – gitár
- Schönberger Zoltán – dob
- Pál Zoltán – harsona, baritonkürt
- Ziskó Olivér – szintetizátor

Vendégek:
- Lóránth Árpád – tuba a The Forsaken és Eternal Battlefield dalokban

## Külső hivatkozások
- Sear Bliss hivatalos weboldal
- Encyclopaedia Metallum